# Torrecillasita
La torrecillasita és un mineral. Va ser anomenada en honor de la mina Torrecillas, a Salar Grande (Província d'Iquique, Xile), indret on va ser descoberta. Es tracta de l'únic indret on ha estat descrita aquesta espècie mineral.

## Característiques
La torrecillasita és un oxiclorur de sodi, arsènic i antimoni de fórmula química Na(As,Sb)3+
4O₆Cl. Cristal·litza en el sistema ortoròmbic. La seva duresa a l'escala de Mohs és 2,5.
L'exemplar que va servir per a determinar l'espècie, el que es coneix com a material tipus, es troba conservat al Museu d'Història Natural del comtat de Los Angeles, sota els nombres de catàleg 64079, 64080, 64081 i 64082.